# 우루무치 지하철
우루무치 지하철(중국어 간체자: 乌鲁木齐地铁, 정체자: 烏魯木齊地鐵)은 중화인민공화국 신장 위구르 자치구 우루무치시의 도시 철도이다.

## 노선
- 우루무치 지하철 1호선
- 우루무치 지하철 2호선 (건설 중)
- 우루무치 지하철 3호선 (건설 중)
- 우루무치 지하철 4호선 (건설 중)

## 같이 보기
- 지하철 목록